# Desmatochelys padillai
Desmatochelys padillais é uma espécie extinta de tartaruga marinha descrita em 2015 e pertence à família Protostegidae. Com uma estimativa de mais de 120 milhões de anos, ficou conhecida como a tartaruga marinha mais antiga, descrita em 1998. O fóssil, incluindo ossos e conchas, foi descoberto em Villa de Leyva, na Colômbia, em 2007.  A tomografia computadorizada da peça revelou mais de quatro dúzias de ovos quase esféricos medindo entre 32 e 43 milímetros de diâmetro